# Phlebotomus tumenensis
Phlebotomus tumenensis är en tvåvingeart som beskrevs av Wang och Chang 1963. Phlebotomus tumenensis ingår i släktet Phlebotomus och familjen fjärilsmyggor. Inga underarter finns listade i Catalogue of Life.